# Juan Cotino Ferrer
Juan Cotino Ferrer (Xirivella, 26 de gener de 1950 - Manises, 13 d'abril de 2020) fou un empresari agrícola i de la construcció, i polític valencià. Militant del Partit Popular (PP), va ser president de les Corts Valencianes entre 2011 i 2014. El 10 de novembre de 2014, és imputat a la branca valenciana del cas Gürtel pels presumptes delictes de prevaricació, tràfic d'influències, malversació de cabals públics i suborn.

## Biografia
Procedent d'una família d'empresaris agrícoles, entrà a formar part d'algunes associacions agràries als anys 70 del segle passat, com Joves Agricultors, arribant a ocupar càrrecs directius a la Cambra Agrària Provincial de València. És considerat un dels cofundadors de l'Associació Valenciana d'Agricultors.
En la tasca política, ingressa el 1976 en la UCD, partit amb el qual fou regidor a l'ajuntament de Xirivella (Horta Oest, País Valencià). Amb la desaparició del partit, s'integra en el Partit Demòcrata Popular, i a continuació, en el Partit Popular. El 1991 és triat tinent d'alcalde de l'Ajuntament de València, i s'encarrega de la delegació de Serveis Socials i Seguretat Ciutadana. Càrrec que renovà el 1995.
El 1996 és nomenat Director General de la Policia en l'estructura del Ministeri de l'Interior, en aquell moment dirigida per Jaime Mayor Oreja. El 2002 desenvolupa les funcions de Delegat del Govern al País Valencià fins al 2004, quan és cridat per Francesc Camps per ser conseller d'Agricultura, Pesca i Alimentació (2004-2007).
A la VIIa legislatura (2007-2011), Camps confia en la figura de Cotino per portar endavant les polítiques socials del Consell i el nomena Vicepresident tercer i conseller de Benestar Social, un mandat marcat per polèmiques com la Llei de la Família inspirada en mesures antiavortament o les dificultats per al finançament de la Llei estatal de Dependència. Amb la mort del conseller García Antón l'estiu de 2009, Juan Cotino passa a ser conseller de Medi Ambient, Aigua, Urbanisme i Habitatge, càrrec que ocupa fins al final de la legislatura.
Després de les eleccions a les Corts Valencianes de 2011, Juan Cotino és nomenat president de les Corts Valencianes i en l'acte de presa de possessió dels diputats va col·locar un crucifix a la mesa presidencial provocant les crítiques de l'oposició. Juan Cotino, de profundes conviccions religioses, pertany a l'organització religiosa Opus Dei.
Deixà la presidència de les Corts Valencianes l'octubre de 2014 per a dedicar-se al negoci agrícola familiar.
Ingressat des del 17 de març de 2020 a l'Hospital de Manises, morí el 13 d'abril de 2020 a Manises, als setanta anys, a causa de la COVID-19.

## Corrupció
Juan Cotino Ferrer va ser imputat en la peça número 4 de la branca valenciana del cas Gürtel, i relacionat, encara que no formalment imputat, en altres casos de presumpta corrupció política.

### Cas Metro de València
El 28 d'abril del 2013 el programa de la Sexta "Salvados" que dirigeix i presenta Jordi Évole va dedicar una edició a l'accident del metro de València de l'any 2006. Durant el programa Los Olvidados, mitjançant testimonis directes de les víctimes, es va denunciar que el per aquells dies conseller d'Agricultura havia actuat de forma il·legítima amb les víctimes amb la finalitat de tapar la realitat sobre la recerca de l'accident del metro de València. Segons va assegurar una de les víctimes en televisió "Em van dir que sabien que el meu fill acabava d'acabar ADE i que si necessitava treball, en el públic o en el privat, que no dubtara a trucar-lo. Tot seguit em va preguntar com anava a actuar en la instrucció".

### Cas Gürtel
El 5 de febrer de 2014 es revela que un testimoni, José Selva, que era col·laborador de Juan Cotino, ha declarat davant el TSJCV que Juan Cotino fou l'organitzador principal dels esdeveniments al voltant de la visita del Papa a València, fets investigats a la peça número 4 de la branca valenciana del cas Gürtel.
El 4 de març de 2014, la Unitat de Delinqüència Econòmica i Fiscal (UDEF) del Cos Nacional de Policia remet a la instrucció de la branca valenciana del cas Gürtel un informe sobre el contingut de l'agenda que intervingueren a Pablo Crespo (empresari de la trama Gürtel), on figuren reunions amb Juan Gabriel Cotino Ferrer, per tractar temes de la visita del Papa a València.
El 5 de març de 2014, Cotino anuncia que demanarà declarar davant el jutge instructor de la branca valenciana del cas Gürtel per desmentir la seua vinculació amb la trama Gürtel.
El 14 de març de 2014, Cotino presenta una demanda de conciliació contra l'agent del Cos Nacional de Policia que ha redactat l'informe elaborat per la Unitat de Delinqüència Econòmica i Fiscal (UDEF), que ha estat entregat al jutge instructor de la branca valenciana del cas Gürtel, i on s'afirma que Cotino mantingué reunions amb Pablo Crespo (empresari de la trama Gürtel) per a organitzar la visita del Papa a València en 2006.
El 10 de novembre de 2014, és imputat en la peça número 4 de la branca valenciana del cas Gürtel, relativa a la visita del Papa a València, pels presumptes delictes de prevaricació, tràfic d'influències, malversació de cabals públics i suborn. La fiscalia especial contra la corrupció i la criminalitat organitzada considera que hi ha «una pluralitat d'indicis racionals i fundats» dels quals s'infereix la presumpta participació de l'expresident de les Corts, Juan Cotino, en fets que podrien ser constitutius dels delictes de prevaricació, tràfic d'influències, malversació de cabals públics i suborn.

### Cas Bárcenas
L'empresa familiar dels Cotino, Sedesa, està investigada al si del cas Bárcenas, car figura com a donant del Partit Popular en la presumpta comptabilitat en diner negre del PP: "11 de març de 2004. Juan Cotino (Sedesa) 200.000 euros". El Consell Valencià no explica pas les contractacions de la Generalitat Valenciana amb el grup Sedesa i les seues empreses, malgrat la sol·licitud de compareixença dels grups parlamentaris PSPV-PSOE i Compromís.

### Cas dels delictes fiscals
El grup Sedesa, propietat de la família Cotino i del qual Juan Gabriel Cotino Ferrer posseïa accions, està investigat per la Fiscalia Anticorrupció per presumptes delictes fiscals en 16 crèdits concedits irregularment per Bancaixa (fets revelats a partir de la documentació aportada per Bankia a la Fiscalia) i el cobrament de dos xecs amb el Banc de València (desvelat a partir de la documentació aportada pel FROB a l'Audiència Nacional en les seues 7 querelles contra l'antiga cúpula del Banc de València).

## Cas d'extorsió
El 20 de febrer de 2014, el jutjat de Paterna condemna un home a quatre mesos de presó per un delicte d'amenaces contra Juan Gabriel Cotino Ferrer.
Segons consta en la sentència, en juliol i agost de 2013, aquest home demanà 3 milions d'euros a Juan Gabriel Cotino Ferrer a canvi de no difondre unes imatges d'ambdós que havien estat enregistrades mesos abans sense el seu consentiment i que podrien menyscabar la seua imatge pública.
En l'actualitat s'ha obert una investigació pel delicte de denúncia falsa, ja que no fou Juan Gabriel Cotino Ferrer, sinó altra persona, qui presentà la denúncia assegurant que era ella la víctima del xantatge. A més, Juan Gabriel Cotino Ferrer ni es va personar en el cas, quan durant la instrucció, la jutgessa li oferí la possibilitat.